# Parramatta

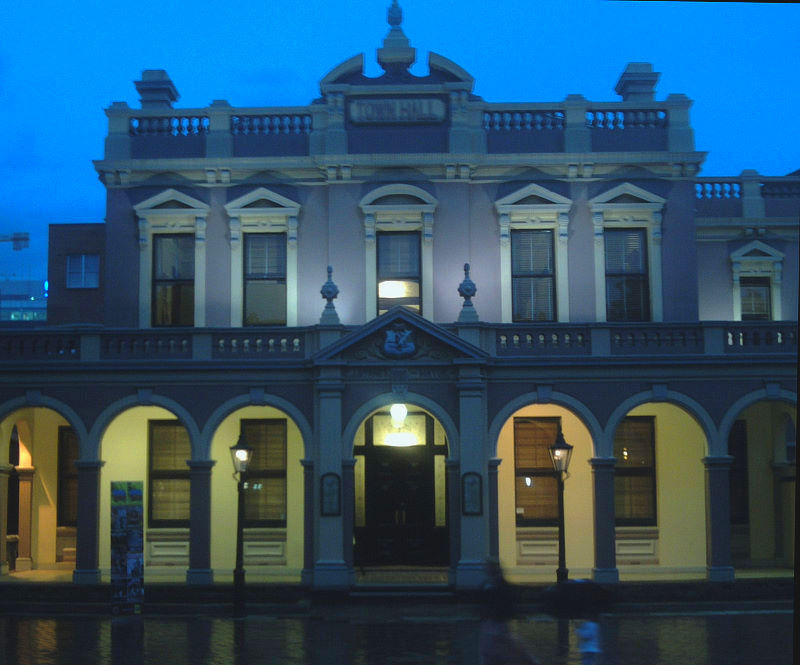
L'ajuntament de Parramatta

Parramatta és un districte de Sydney, Austràlia, situat al ponent del centre de la ciutat, a la comuna de Parramatta. Parramatta està vora del Riu Parramatta. És un suburbi de 22.809 habitants. Hi ha l'Antiga Casa de Govern de Parramatta.